# Idalus dognini
Idalus dognini là một loài bướm đêm thuộc phân họ Arctiinae, họ Erebidae.